# Lipkea
Le Lipkea (Vogt 1886) sono un genere di cnidari della famiglia monogenerica Lipkeidae (Vogt 1887). Fanno parte dell'ordine Staurozoa, comprendente meduse sessili peduncolate ottenute dalla modificazione dell'esombrella.

## Descrizione
Le specie delle Lipkea si distinguono dalle altre Eleutherocarpida per l'assenza di ancore o papillae. Possiedono inoltre otto braccia adradiali con rudimentali tentacoli secondari. Il peduncolo con il quale questi cnidari si fissano al substrato marino o ai vegetali ha un'unica camera, dotata di muscoli, a differenza delle meduse del sottordine Cleistocarpida che possiedono un claustrum, ossia una divisione della sacca gastrovascolare. Le nematocisti sono presenti sulla corona e sui tentacoli.

## Distribuzione e habitat
Le Lipkea vivono in forma bentonica, sono litoranee ed epifitiche, vivono cioè ancorate alla vegetazione sommersa. 
Le Lipkea si trovano nel Mediterraneo salvo la L. stephensoni che si trova nella acque del Sudafrica. La profondità varia da pochi metri a varie decine di metri sotto al livello del mare.

## Specie
Sono tre le specie registrate di  Lipkea:
- L. ruspoliana Vogt 1886
- L. stephensoni Carlgren 1933
- L. sturdzi Antipa 1893